# Lee Hodge
Margarita Eliza (Lee) Hodge (Sint Maarten, 8 februari 1899 – Curaçao, 5 juni 1998), ook bekend als Miss Lee, was een Antilliaans beeldend kunstenaar. Zij geldt als een vertegenwoordiger van de outsiderkunst.

## Biografie
Lee Hodge werd op 8 februari 1899 geboren in Princess Quarter op Sint Maarten. Als alleenstaande moeder verliet zij haar geboorte-eiland in 1937 om werk te vinden op Aruba, maar kwam in plaats daarvan op Curaçao terecht. Zij gaf pianoles in de protestantse kerk, gelegen aan de Oranjestraat in Willemstad. Daarnaast was ze kerkorganist en zondagsschoolleraar. 
Zij begon in haar vrije tijd te schilderen en was autodidact. Gedurende een halve eeuw maakte zij voor haar hobby gebruik van de middelen die zij tot haar beschikking had, waaronder muurverf, karton, linnen, meubels, dienbladen en serviesgoed. Haar motieven waren ontleend aan haar herinneringen aan Sint Maarten en New York, waar ze tien jaar had gewoond. De afbeeldingen betroffen vooral de mens, natuur, architectuur en stedelijke landschappen. Haar werk wordt beschreven als "intuïtief" of "naïef", en behoort tot de primitieve stijl, ook bekend van het werk van de Antilliaanse kunstenaars Ocalia, Nepumuceno en Olario. Miss Lee was tevens poppenmaker. 
Op 97-jarige leeftijd werd haar schildertalent ontdekt door Roland Richardson, kunstschilder uit Frans Sint-Maarten. Twee jaar later, en slechts enkele weken voor haar overlijden, exposeerde zij voor het eerst solo met 67 schilderijen en 10 poppen in Landhuis Bloemhof. Na haar dood werden er tentoonstellingen van haar werk georganiseerd in museum De Stadshof in Zwolle (1999) en het Curaçaosch Museum in Willemstad (2000). Uit haar collectie van werken liet zij een portfolio achter van meer dan 70 naamloze schilderijen. Een deel van haar werken heeft ze geschonken aan de Fortkerk en de Ebenezerkerk in de Oranjestraat. 